# 11 czerwca
11 czerwca jest 162. (w latach przestępnych 163.) dniem w kalendarzu gregoriańskim. Do końca roku pozostaje 203 dni.

## Święta
- Imieniny obchodzą: Anastazy, Barnaba, Feliks, Fortunat, Flora, Jan, Paula, Paryzjusz, Radomił, Radomiła, Teodozja i Witomysł.
- Hawaje – Dzień Króla Kamehamehy I
- Libia – Dzień Ewakuacji
- Iława – Święto Miasta[1]
- Wspomnienia i święta w Kościele katolickim[2][3] obchodzą:
  - św. Barnaba (zw. apostołem)
  - bł. Maria od Najświętszego Serca Jezusa Schininà (zakonnica)
  - św. Paula Frassinetti (dziewica, zakonnica)

## Wydarzenia w Polsce
- 1434 – Do Krakowa przywieziono zwłoki zmarłego 1 czerwca w Gródku koło Lwowa króla Polski i najwyższego księcia Litwy Władysława II Jagiełły.
- 1509 – Peter von Haugwitz sprzedał zamek Książ i sąsiadujące z nim dobra za nieznaną kwotę rycerzowi Kunzowi von Hohbergowi.
- 1577 – Wojna Rzeczypospolitej z Gdańskiem: wojska króla Stefana Batorego rozpoczęły oblężenie miasta.
- 1590 – Pożar zniszczył dużą część Starego Miasta w Poznaniu, zwłaszcza ówczesną żydowską.
- 1675 – Król Jan III Sobieski i ambasador Francji podpisali w Jaworowie tajny traktat dotyczący przystąpienia Rzeczypospolitej do wojny przeciwko Brandenburgii.
- 1694 – Awantury mołdawskie: zwycięstwo wojsk polskich nad siłami Chanatu Krymskiego w bitwie pod Hodowem.
- 1742 – Maria Teresa Habsburg i Fryderyk II Wielki podpisali pokój wrocławski kończący austriacko-pruską I wojnę śląską.
- 1768 – Porażka Konfederatów barskich w bitwie pod Krotoszynem.
- 1792 – Wojna polsko-rosyjska: klęska wojsk litewskich w bitwie pod Mirem.
- 1809 – Wojna polsko-austriacka: zwycięstwo wojsk austriackich w bitwie pod Jedlińskiem.
- 1831 – Powstanie listopadowe: rozpoczęła się bitwa pod Uchaniami.
- 1905 – Otwarto schronisko turystyczne na Babiej Górze w Beskidach Zachodnich.
- 1942 – W odwecie za próbę buntu i ucieczki z obozu Auschwitz-Birkenau w prowizorycznej komorze gazowej (tzw. „Czerwonym Domku”) zostało zamordowanych 300 Polaków pracujących w karnej kompanii.
- 1944 – W ramach tzw. „akcji odstraszającej” przeprowadzonej przez oddziały leśne AK w Szołomyi koło Lwowa zostało zamordowanych od 9 do kilkudziesięciu Ukraińców i spalonych 55-60 gopodarstw stanowiących 90% zabudowy wsi.
- 1946 – Założono Automobilklub Rzeszowski.
- 1955 – W miejsce Oficerskiej Szkoły Marynarki Wojennej w Gdyni powołano Wyższą Szkołę Marynarki Wojennej.
- 1965 – Premiera filmu Salto w reżyserii Tadeusza Konwickiego.
- 1987 – Papież Jan Paweł II odwiedził Szczecin i Gdynię.
- 1996 – Ukazał się album Z gitarą wśród zwierząt zespołu Big Cyc.
- 1999 – Papież Jan Paweł II podczas VII pielgrzymki do ojczyzny, po raz pierwszy w historii przemawiał w parlamencie narodowym.
- 2000 – Na Rynku Głównym w Krakowie około 2 tys. trębaczy wykonało w południe Hejnał mariacki, ustanawiając rekord Guinnessa.
- 2004 – Prezydent RP Aleksander Kwaśniewski ponownie powołał w tzw. trzecim kroku rząd Marka Belki.
- 2010 – Marek Belka został zaprzysiężony na stanowisku prezesa Narodowego Banku Polskiego.
- 2017 – W trakcie obchodów święta Stado zawiązano Związek Wyznaniowy Rodzimowierców Polskich „Ród”[4].
- 2021 – W Poznaniu odsłonięto pomnik Bohdana Smolenia.

## Wydarzenia na świecie

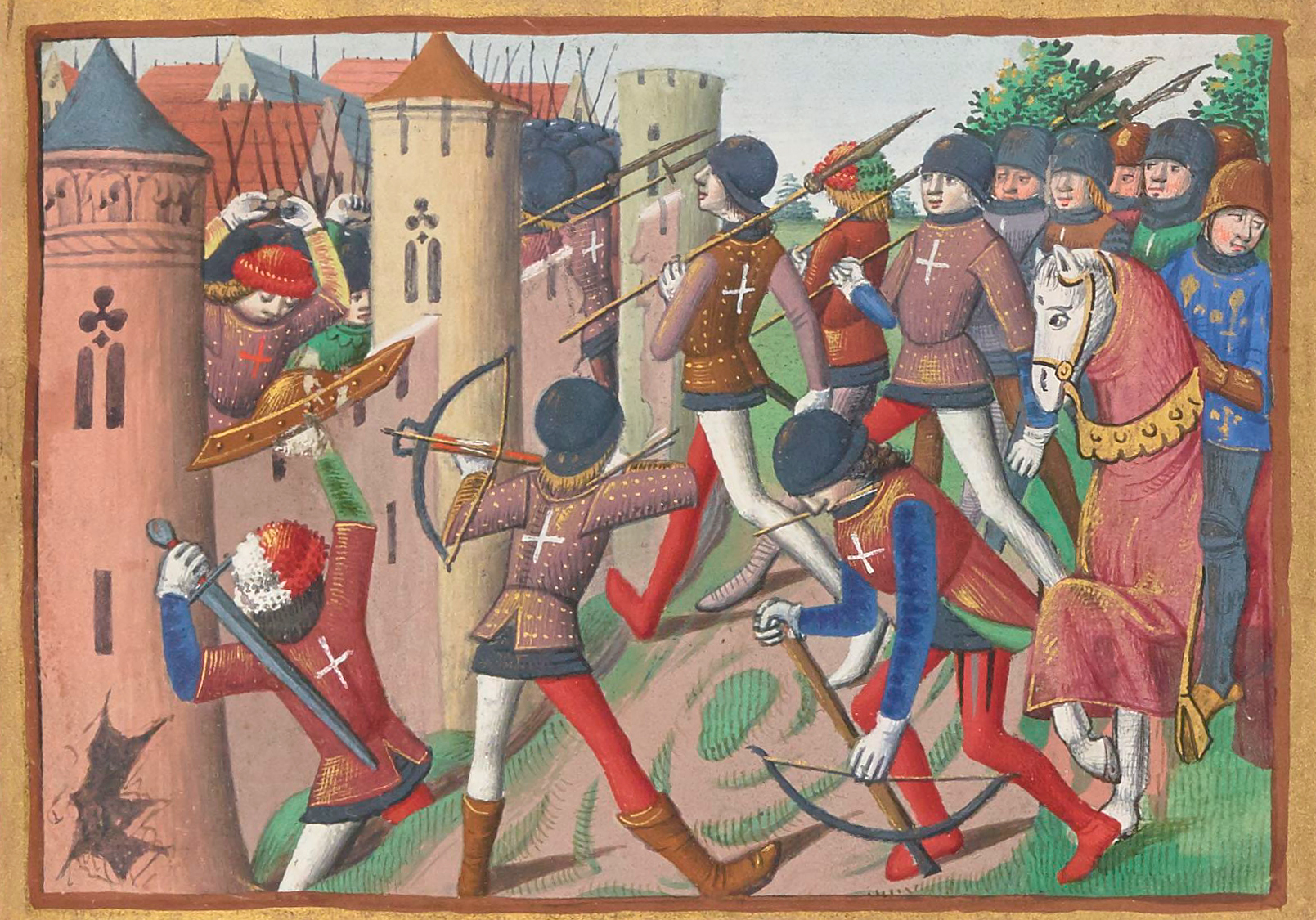
Bitwa pod Jargeau (1429) na miniaturze z XVI wieku

- 1042 – Konstantyn IX Monomach został cesarzem bizantyńskim.
- 1125 – Wyprawy krzyżowe: zwycięstwo krzyżowców nad Seldżukami w bitwie pod Azaz.
- 1157 – Margrabia Albrecht Niedźwiedź zdobył gród Brenn (późniejszy Brandenburg).
- 1185 – Wojny Bizancjum z Normanami: wojska normańskie pod wodzą króla Sycylii Wilhelma II Dobrego zdobyły Durazzo (obecnie Durrës w Albanii).
- 1254 – Alkmaar w Holandii uzyskało prawa miejskie.
- 1289 – Zwycięstwo gwelfów nad gibelinami w bitwie pod Campaldino, w której po stronie zwycięzców brał udział poeta Dante Alighieri.
- 1329 – Zwycięstwo wojsk osmańskich nad bizantyńskimi w bitwie pod Pelekanonem.
- 1429 – Wojna stuletnia: rozpoczęła się bitwa pod Jargeau.
- 1488 – Po zamordowaniu Jakuba III jego syn Jakub IV został nowym królem Szkocji.
- 1495 – I wojna włoska: wojska francuskie pod wodzą księcia Orleanu i późniejszego króla Ludwika XII zdobyły Novarę.
- 1509 – Król Anglii Henryk VIII Tudor poślubił Katarzynę Aragońską.
- 1513 – Król Henryk VIII Tudor udał się na wyprawę wojenną do Francji i wyznaczył regentką Katarzynę Aragońską.
- 1514 – Chrystian II Oldenburg został koronowany w katedrze w Kopenhadze na króla Danii.
- 1534 – W kapitularzu opactwa Świętej Marii w Dublinie Thomas FitzGerald, 10. hrabia Kildare oficjalnie wyrzekł się zwierzchnictwa króla Anglii i lorda Irlandii Henryka VIII Tudora.
- 1554 – Francesco Veniero został dożą Wenecji.
- 1557 – Sebastian I Aviz został królem Portugalii.
- 1559 – W jednym z kościołów w szkockim St Andrews kalwiński reformator John Knox wygłosił kazanie wzywające słuchaczy do rozprawy z „bałwochwalstwem”, w rezultacie czego sfanatyzowany tłum wdarł się do miejscowej katedry i zniszczył w niej całe wyposażenie, w tym bezcenne dzieła sztuki sakralnej oraz rozbił witraże. Przypuszczalnie wówczas zniszczono też relikwie apostoła Andrzeja.
- 1565 – Beata Łaska z Kościeleckich (żona ówczesnego hrabiego spiskiego (nadżupana) Olbrachta Łaskiego), w ramach pierwszej odnotowanej wyprawy turystycznej w Tatry, odbyła przejażdżkę ze spiskiego Kieżmarku do Doliny Kieżmarskiej, prawdopodobnie do Zielonego Stawu Kieżmarskiego.
- 1580 – Juan de Garay założył po raz drugi Buenos Aires, które wcześniejsi osadnicy Pedra de Mendozy opuścili, kiedy okazało się, że rzeka, przy której się osiedlili, nie prowadzi do Peru.
- 1598 – Anna Katarzyna Hohenzollern, żona króla Chrystiana IV, została koronowana w katedrze w Kopenhadze na królową Danii i Norwegii.
- 1606 – W Rzymie został otwarty dom Św. Łazarza, który przez następne trzy stulecia pozostał domem-matką wszystkich domów Zakonu Kleryków Regularnych Mniejszych.
- 1615 – Księżniczka szwedzka Katarzyna Wazówna poślubiła w Sztokholmie hrabiego palatyna i księcia Palatynatu-Zweibrücken-Kleeburg Jana Kazimierza Wittelsbacha.
- 1661 – W trzęsieniu ziemi w wenezuelskim Caracas zginęło około 200 osób.
- 1666 – II wojna angielsko-holenderska: rozpoczęła się bitwa czterodniowa.
- 1727 – Jerzy II Hanowerski został królem Wielkiej Brytanii.
- 1770 – James Cook dopłynął do Wielkiej Rafy Koralowej.
- 1775 – Ludwik XVI został koronowany w katedrze w Reims na króla Francji.
- 1817 – Zawarto konkordat między Królestwem Francji a Stolicą Apostolską.
- 1829 – VIII wojna rosyjsko-turecka: zwycięstwo wojsk rosyjskich w bitwie pod Kulewczą.
- 1854 – Wykonano po raz pierwszy publicznie niemiecką pieśń patriotyczną Die Wacht am Rhein (Straż na Renie) ze słowami Maxa Schneckenburgera i muzyką Karla Wilhelma.
- 1865 – Wojna paragwajska: zwycięstwo floty brazylijskiej nad paragwajską w bitwie pod Riachuelo na rzece Parana.
- 1868 – Tekle Gijorgis II został cesarzem Etiopii.
- 1881 – W Teatrze Narodowym w Pradze odbyła się prapremiera opery Bedřicha Smetany Libusza.
- 1888 – Założono Klub Czeskich Turystów.
- 1895:
  - Theodoros Delijanis został po raz trzeci premierem Grecji.
  - Wystartował pierwszy długodystansowy rajd samochodowy Paryż-Bordeaux-Paryż o długości 1178 km. Zwyciężył Francuz Émile Levassor na samochodzie Panhard-Levassor.
- 1900 – Powstanie bokserów: zburzono budynki rosyjskiej misji prawosławnej w Pekinie.
- 1901:
  - Nowa Zelandia zaanektowała Wyspy Cooka.
  - Utworzono Sąd Najwyższy Filipin.
- 1903 – W czasie przewrotu pałacowego w Serbii zostali zamordowani król Aleksander I Obrenowić i jego żona Draga.
- 1911 – Założono węgierski klub piłkarski Kecskeméti TE.
- 1913:
  - Niemiecki transatlantyk SS „Imperator” wypłynął z Hamburga w swój dziewiczy rejs do Nowego Jorku.
  - W Stambule został zamordowany wielki wezyr Imperium Osmańskiego Mahmud Şevket Pasza.
- 1914 – Adolf Fryderyk VI został ostatnim wielkim księciem Meklemburgii-Strelitz.
- 1919:
  - Dokonano pierwszego wejścia na szczyt Ancohuma (6427 m) w Andach Środkowych w Boliwii.
  - Wojska rumuńskie zlikwidowały Republikę Huculską.
- 1922:
  - Li Yuanhong został po raz drugi prezydentem Republiki Chińskiej.
  - W wyniku gwałtownej burzy w Nowym Jorku zginęło 45 osób.
- 1933 – W pierwszym w historii meczu eliminacyjnym do II Piłkarskich Mistrzostw Świata 1934 we Włoszech Szwecja pokonała Estonię 6:2. Do I Mistrzostw Świata w Urugwaju eliminacji nie rozgrywano.
- 1934 – W Brazylii ustanowiono Order Zasługi Wojskowej.
- 1935 – Francuski liniowiec pasażerski „Normandie” zdobył Błękitną Wstęgę Atlantyku.
- 1937:
  - Premiera amerykańskiej komedii filmowej Dzień na wyścigach w reżyserii Sama Wooda i z udziałem braci Marx.
  - Wielki terror: na rozkaz Józefa Stalina dokonano egzekucji ośmiu wysokich dowódców wojskowych, m.in. marszałka Michaiła Tuchaczewskiego.
- 1938 – II wojna chińsko-japońska: rozpoczęła się bitwa pod Wuhan.
- 1940:
  - Kampania śródziemnomorska: rozpoczęło się oblężenie Malty.
  - Okręt podwodny ORP „Orzeł” został oficjalnie uznany za utracony.
  - Podpisano polsko-brytyjską umowę lotniczą o ochotniczym zaciągu żołnierzy lotnictwa polskiego do Royal Air Force (RAF) oraz o zorganizowaniu jednostek Polskich Sił Powietrznych, ściśle związanych organizacyjnie i operacyjnie z RAF.
- 1942 – II wojna światowa w Afryce: taktyczne zwycięstwo wojsk Osi w bitwie o Bir Hakeim w Libii (26 maja-11 czerwca).
- 1943:
  - Bitwa o Atlantyk: na południowy wschód od Islandii brytyjski bombowiec Boeing B-17 Flying Fortress zatopił bombami głębinowymi niemiecki okręt podwodny U-417 wraz z całą, 46-osobową załogą.
  - Kampania włoska: w ramach operacji „Corkscrew”, po długotrwałym bombardowaniu, wojska alianckie zajęły wyspę Pantelleria na południe od Sycylii.
  - Wojna na Pacyfiku: u wybrzeży Aleutów amerykański okręt patrolowy USS PC-487 zmusił do wynurzenia przy użyciu bomb głębinowych, a następnie staranował i zatopił japoński okręt podwodny I-24 wraz z całą, 104-osobową załogą.
- 1948 – I wojna izraelsko-arabska: wszedł w życie rozejm narzucony przez Radę Bezpieczeństwa ONZ.
- 1955 – 83 osoby zginęły w wypadku podczas samochodowego wyścigu 24h Le Mans we Francji.
- 1959 – Na wyspie Wight u wybrzeża Anglii odbył się pierwszy lot poduszkowca wynalezionego przez Christophera Cockerella.
- 1962 – Doszło do najsłynniejszej ucieczki trzech więźniów z Alcatraz, których los pozostaje nieznany.
- 1963:
  - Buddyjski mnich Thích Quảng Ðức dokonał samospalenia na ulicach Sajgonu w proteście przeciwko represjonowaniu religii buddyjskiej w Wietnamie Południowym.
  - Odbyła się jednoosobowa manifestacja, znana jako Stand in the Schoolhouse Door. Gubernator Alabamy George Wallace zagrodził drogę dwojgu Afroamerykanom, którzy chcieli się zapisać na zajęcia uniwersyteckie. Ustąpił dopiero po stanowczej interwencji administracji Prezydenta Kennedy’ego.
  - W klinice w Jackson w stanie Missisipi prof. James Hardy przeprowadził pierwszą na świecie operację transplantacji płuca u 58-letniego biorcy, który zmarł po 18 dniach.
- 1964 – W wyniku ataku szaleńca uzbrojonego w domowej roboty miotacz ognia i lancę na szkołę podstawową w Kolonii zginęło 8 uczniów i 2 nauczycieli, a 22 osoby (głównie uczniowie) zostały ranne. Zamachowiec popełnił samobójstwo zażywając truciznę.
- 1965 – 24 osoby zginęły w powodzi błyskawicznej w Sanderson w Teksasie.
- 1969 – Premiera westernu Prawdziwe męstwo w reżyserii Henry’ego Hathawaya.
- 1970 – Anna Mae Hays i Elizabeth P. Hoisington zostały, jako pierwsze kobiety, awansowane do stopni generalskich w US Army.
- 1974 – Jumdżaagijn Cedenbal został prezydentem Mongolii.
- 1975 – Weszła w życie nowa konstytucja Grecji.
- 1976 – W trakcie wizyty Edwarda Gierka podpisano wspólne oświadczenie o rozwoju stosunków między PRL, a RFN oraz umowę o współpracy kulturalnej, 5-letnią umowę o współpracy gospodarczej i szereg innych porozumień.
- 1977 – Holenderskie siły bezpieczeństwa odbiły pociąg pasażerski uprowadzony 23 maja koło Groningen przez terrorystów pochodzących z Moluków. Podczas akcji zginęło 6 z 9 terrorystów oraz 2 zakładników.
- 1978 – Podczas piłkarskich Mistrzostw Świata w Argentynie Alojzy Jarguz jako pierwszy polski sędzia główny poprowadził mecz w turnieju tej rangi (Peru-Iran 4:1).
- 1980:
  - We Włoszech rozpoczęły się VI Mistrzostwa Europy w Piłce Nożnej.
  - W Hollywood został aresztowany seryjny morderca William Bonin.
- 1981 – W trzęsieniu ziemi o sile 6,9 stopnia w skali Richtera w południowym Iranie zginęło około 3 tys. osób.
- 1982 – Wojna o Falklandy-Malwiny: rozpoczęła się bitwa o Mount Longdon.
- 1985:
  - 22 osoby (w tym 19 uczniów) zginęło w wyniku zderzenia pociągu z autobusem koło moszawu Ha-Bonim w Izraelu.
  - Agent polskiego wywiadu Marian Zacharski oraz trzech innych szpiegów wschodnioeuropejskich zostało wymienionych na 25 osób więzionych w krajach bloku wschodniego. Wymiany dokonano za pośrednictwem mecenasa Wolfganga Vogla na Moście Glienicke w Berlinie.
- 1986 – Polska przegrała z Anglią 0:3 w swym trzecim meczu grupowym podczas piłkarskich Mistrzostw Świata w Meksyku. Mimo porażki Polacy awansowali do kolejnej rundy.
- 1987:
  - 53 osoby zginęły w katastrofie samolotu An-26 w Afganistanie.
  - Partia Konserwatywna wygrała wybory parlamentarne w Wielkiej Brytanii.
- 1988 – Galina Czistiakowa ustanowiła w Leningradzie aktualny do dziś rekord świata w skoku w dal (7,52 m).
- 1996 – W zamachu bombowym w moskiewskim metrze zginęły 4 osoby, a 12 zostało rannych.
- 1997 – Turyngia i Stolica Apostolska zawarły konkordat.
- 1999:
  - Wazgen Sarkisjan został premierem Armenii.
  - Została uchwalona nowa konstytucja Finlandii.
- 2001:
  - We Włoszech powstał drugi rząd Silvia Berlusconiego.
  - W więzieniu federalnym w Terre Haute w stanie Indiana został stracony poprzez zastrzyk trucizny 33-letni Timothy McVeigh, główny sprawca zamachu bombowego na budynek federalny w Oklahoma City w 1995 roku.
- 2003 – 17 osób zginęło, a ponad 100 zostało rannych w samobójczym zamachu członka Hamasu na autobus w Jerozolimie.
- 2004 – Odbył się pogrzeb byłego prezydenta USA Ronalda Reagana.
- 2005 – Ministrowie finansów państw grupy G8 uzgodnili anulowanie długów 18 najbiedniejszym krajom świata.
- 2008 – Norwegia zalegalizowała małżeństwa osób tej samej płci.
- 2009 – Światowa Organizacja Zdrowia ogłosiła pandemię grypy typu A/H1N1 (pierwszą tej choroby od 41 lat).
- 2010 – w Południowej Afryce rozpoczęły się XIX Mistrzostwa Świata w Piłce Nożnej.
- 2012 – 75 osób zginęło w wyniku trzęsienia ziemi, które nawiedziło afgańską prowincję Baghlan.
- 2013 – Turecka policja rozpędziła przy pomocy gazu łzawiącego i armatek wodnych wielotysięczny tłum demonstrantów okupujących od 28 maja plac Taksim w Stambule.
- 2014 – Ofensywa Państwa Islamskiego w Iraku: rebelianci zdobyli Tikrit.
- 2015 – Wojna domowa w Syrii: terroryści z organizacji Dżabhat an-Nusra zamordowali ok. 20 mieszkańców wsi Kalb Lauza na północnym zachodzie kraju.

## Eksploracja kosmosu
- 2004 – Sonda Cassini-Huygens minęła Febe, jeden z księżyców Saturna.
- 2013 – Rozpoczęła się chińska załogowa misja kosmiczna Shenzhou 10.

## Urodzili się
- 1403 – Jan IV, książę Brabancji, Lothier i Limburga (zm. 1427)
- 1456 – Anna Neville, królowa Anglii (zm. 1485)
- 1534 – Domenico Toschi, włoski duchowny katolicki, biskup Tivoli, kardynał (zm. 1620)
- 1540 – Barnabe Googe, angielski poeta (zm. 1594)
- 1555 – Lodovico Zacconi, włoski kompozytor (zm. 1627)
- 1572 – Ben Jonson, angielski dramaturg, poeta, aktor (zm. 1637)
- 1662 – Ienobu Tokugawa, japoński siogun (zm. 1712)
- 1672 – Francesco Antonio Bonporti, włoski prezbiter, kompozytor (zm. 1749)
- 1697 – Francesco Antonio Vallotti, włoski kompozytor, organista (zm. 1780)
- 1704 – Carlos Seixas, portugalski kompozytor (zm. 1742)
- 1726 – Maria Teresa Rafaela Burbon, infantka hiszpańska, delfina Francji (zm. 1746)
- 1735:
  - Andrea Corsini, włoski kardynał (zm. 1795)
  - Antoni Sułkowski, polski szlachcic, generał, polityk (zm. 1796)
- 1738 – Christophe-Philippe Oberkampf, francuski przemysłowiec pochodzenia niemieckiego (zm. 1815)
- 1739 – Johann Schultz, niemiecki duchowny luterański, filozof, matematyk (zm. 1805)
- 1741 – Joseph Warren, amerykański lekarz, generał, rewolucjonista (zm. 1775)
- 1752 – Christian von Haugwitz, pruski dyplomata, polityk, szef ministrów (zm. 1832)
- 1758 – Pierre-René Rogue, francuski duchowny katolicki, męczennik, błogosławiony (zm. 1796)
- 1760 – Maria Augustyna od Najśw. Serca Jezusa Déjardins, francuska urszulanka, męczennica, błogosławiona (zm. 1794)
- 1775 – José María Blanco White, hiszpański poeta, dziennikarz, teolog (zm. 1841)
- 1776 – John Constable, brytyjski malarz (zm. 1837)
- 1786 – Wilhelm Drumann, niemiecki historyk (zm. 1861)
- 1809 – Juan Antonio Pezet, peruwiański generał, polityk, prezydent Peru (zm. 1879)
- 1811 – Wissarion Bielinski, rosyjski pisarz, filozof, krytyk literacki (zm. 1848)
- 1812 – Wouterus Verschuur, holenderski malarz, grafik, litograf (zm. 1874)
- 1815 – Julia Margaret Cameron, brytyjska fotografka (zm. 1879)
- 1816:
  - Celestyn Chołodecki, polski szlachcic, działacz niepodległościowy, pisarz (zm. 1867)
  - Ksawery Czengiery, rosyjski generał pochodzenia węgierskiego (zm. 1880)
- 1818 – Alexander Bain, szkocki filozof, pedagog (zm. 1903)
- 1826 – Jerzy Wit Majewski, polski malarz, rzeźbiarz, działacz kulturalny (zm. 1909)
- 1835 – William Stanley Haseltine, amerykański malarz (zm. 1900)
- 1838 – Marià Fortuny, kataloński malarz, grafik (zm. 1874)
- 1839 – Stanisław Rotwand, polski prawnik, przemysłowiec, finansista, filantrop, działacz społeczny i gospodarczy (zm. 1916)
- 1840 – William Henry Conley, amerykański filantrop, przemysłowiec (zm. 1897)
- 1842 – Carl von Linde, niemiecki inżynier, wynalazca (zm. 1934)
- 1844 – William Robert Brooks, brytyjsko-amerykański astronom (zm. 1921)
- 1846 – Józef Huss, polski architekt, konserwator zabytków (zm. 1904)
- 1847 – Carlo Forlanini, włoski internista (zm. 1918)
- 1848 – William Preble Hall, amerykański generał brygady (zm. 1927)
- 1850 – Paweł Plehwe, rosyjski generał kawalerii, polityk pochodzenia niemieckiego (zm. 1916)
- 1852 – Franz Tuczek, niemiecki psychiatra (zm. 1925)
- 1857 – Antoni Grabowski, polski inżynier chemik, publicysta, poliglota, tłumacz (zm. 1921)
- 1864 – Richard Strauss, niemiecki kompozytor, dyrygent (zm. 1949)
- 1867 – Charles Fabry, francuski fizyk (zm. 1945)
- 1869:
  - Lodewijk Thomson, holenderski wojskowy, polityk (zm. 1914)
  - Arthur Zimmerman, amerykański kolarz torowy (zm. 1936)
- 1871:
  - Walter Cowan, brytyjski admirał (zm. 1956)
  - Stjepan Radić, chorwacki polityk (zm. 1928)
- 1872 – Bertel Jung, fiński architekt, rysownik, publicysta pochodzenia niemieckiego (zm. 1946)
- 1873:
  - Antoni Banaś, polski prawnik, adwokat, polityk (zm. 1936)
  - Józef Pruchnik, polski inżynier, polityk, minister robót publicznych (zm. 1951)
- 1875 – Gilbert Emery, amerykański aktor, prozaik, dramaturg (zm. 1945)
- 1876:
  - Lawrence Dundas, brytyjski arystokrata, polityk (zm. 1961)
  - Alfred Kroeber, amerykański antropolog pochodzenia niemieckiego (zm. 1960)
  - Jan Edward Nowodworski, polski prawnik, adwokat, sędzia, polityk, poseł na Sejm RP (zm. 1954)
  - Auston Rotheram, brytyjski zawodnik polo (zm. 1946)
- 1877 – Renee Vivien, brytyjska pisarka tworząca w języku francuskim (zm. 1909)
- 1879 – Jurij Lisowski, rosyjski pułkownik, poeta, prozaik, publicysta, emigrant (zm. ?)
- 1880:
  - Cionek Krapfish, somalijski śpiewak (zm. 1936)
  - Jeannette Rankin, amerykańska feministka, polityk (zm. 1973)
- 1881:
  - Mordechaj Kaplan, amerykański filozof, reformator judaizmu (zm. 1983)
  - Alexandre Lippmann, francuski szpadzista (zm. 1960)
  - Iwan Łyczow, radziecki polityk, dyplomata (zm. 1972)
- 1882 – Maria Kelles-Krauz, polska polityk, samorządowiec (zm. 1969)
- 1885 – Francesco Verri, włoski kolarz szosowy i torowy (zm. 1945)
- 1888 – Wacław Szczeblewski, polski malarz, pedagog (zm. 1965)
- 1890:
  - Stepan Bilak, ukraiński adwokat, polityk, poseł na Sejm RP (zm. 1950)
  - Béla Miklós, węgierski arystokrata, generał, polityk, premier Węgier (zm. 1948)
- 1891 – Miloš Žák, czeski generał (zm. 1970)
- 1892 – Władysław Królikowski, polski podpułkownik (zm. 1940)
- 1895:
  - Nikołaj Bułganin, radziecki polityk, premier ZSRR (zm. 1975)
  - Vincent Ignatius Kennally, amerykański duchowny katolicki, jezuita, misjonarz, biskup, wikariusz apostolski Karolinów i Wysp Marshalla (zm. 1977)
- 1896 – Józef García Mas, hiszpański duchowny katolicki, męczennik, błogosławiony (zm. 1936)
- 1897:
  - Jan Rembieliński, polski publicysta, polityk, senator RP (zm. 1948)
  - Aleksander Tansman, polski kompozytor, pianista (zm. 1986)
- 1899 – Rudolf Klemens, polski oficer żandarmerii pochodzenia węgierskiego (zm. 1986)
- 1900 – Leopoldo Marechal, argentyński poeta, prozaik, dramaturg, eseista (zm. 1970)
- 1901:
  - Paulette McDonagh, australijska reżyserka i scenarzystka filmowa (zm. 1978)
  - June Tripp, brytyjska aktorka (zm. 1985)
- 1902:
  - Marian Friedberg, polski historyk, wykładowca akademicki (zm. 1969)
  - Czesława Szczep-Gaszewska, polska tancerka (zm. 2003)
- 1903 – Christopher Boardman, brytyjski żeglarz sportowy (zm. 1987)
- 1904 – Emil František Burian, czeski reżyser, kompozytor (zm. 1959)
- 1906:
  - Iosif Czako, rumuński piłkarz (zm. 1966)
  - Jan Hoffman, polski pianista, pedagog (zm. 1995)
- 1907 – Hilary Januszewski, polski kapucyn, męczennik, błogosławiony (zm. 1945)
- 1908:
  - Francisco Marto, portugalski świadek objawień w Fatimie, święty (zm. 1919)
  - Władysław Jan Nowak, polski major pilot (zm. 1982)
- 1909 – Frans Karjagin, fiński piłkarz (zm. 1977)
- 1910: 
  - Carmine Coppola, amerykański kompozytor muzyki filmowej pochodzenia włoskiego (zm. 1991)
  - Jacques-Yves Cousteau, francuski podróżnik, oceanograf, autor filmów dokumentalnych (zm. 1997)
- 1911:
  - Antoni Burzyński, polski dowódca, żołnierz AK (zm. 1943)
  - Piotr Sawaczkin, białoruski historyk, wykładowca akademicki (zm. 1975)
- 1912:
  - Phạm Hùng, wietnamski polityk, premier Wietnamu (zm. 1988)
  - Aniela Sikora, polska wszechstronna lekkoatletka (zm. 1995)
- 1913 – Antoni Opolski, polski astronom, astrofizyk, wykładowca akademicki (zm. 2014)
- 1914 – Asa Dogura, japońska lekkoatletka, sprinterka (zm. 2008)
- 1915:
  - Buddy Baer, amerykański bokser, aktor (zm. 1986)
  - Nicholas Metropolis, grecko-amerykański fizyk, wykładowca akademicki (zm. 1999)
  - Krum Milew, bułgarski piłkarz, trener (zm. 2000)
- 1916 – Tadeusz Kiełpiński, polski lotnik, kapral strzelec radiotelegrafista (zm. 1939)
- 1917 – Edward Czerny, polski kompozytor, dyrygent, aranżer (zm. 2003)
- 1918 – Ruth Hughes Aarons, amerykańska tenisistka stołowa (zm. 1980)
- 1919 – Richard Todd, brytyjski aktor (zm. 2009)
- 1920:
  - Albin Chalandon, francuski polityk, minister robót publicznych i sprawiedliwości (zm. 2020)
  - Mahendra Bir Bikram Shah Dev, król Nepalu (zm. 1972)
  - Shelly Manne, amerykański perkusista jazzowy (zm. 1984)
  - Kazimierz Meres, polski aktor (zm. 2003)
  - Ladislav Podmele, czeski poeta, językoznawca, esperantysta (zm. 2000)
- 1921:
  - Doug Farquhar, szkocko-amerykański piłkarz (zm. 2005)
  - Adam Smolana, polski rzeźbiarz, pedagog (zm. 1987)
- 1922:
  - Michalis Kakojanis, grecki reżyser filmowy (zm. 2011)
  - Antoni Rajkiewicz, polski ekonomista, polityk, minister pracy, płac i spraw socjalnych (zm. 2021)
- 1924 – Aleksander Ziemny, polski pisarz, tłumacz (zm. 2009)
- 1925:
  - Juan Francisco Lombardo, argentyński piłkarz (zm. 2012)
  - Božena Srncová, czeska gimnastyczka (zm. 1997)
  - William Styron, amerykański pisarz (zm. 2006)
- 1926:
  - Daniel Dagallier, francuski szpadzista
  - Grażyna Harmacińska-Nyczka, polska malarka (zm. 2017)
- 1927 – Alfred Niepieklo, niemiecki piłkarz (zm. 2014)
- 1928:
  - Fabiola de Mora, królowa Belgów (zm. 2014)
  - Herbert Linge, niemiecki kierowca rajdowy i wyścigowy (zm. 2024)
- 1929:
  - Osório Bebber, brazylijski duchowny katolicki, biskup Joaçaby (zm. 2021)
  - Astrid Lulling, luksemburska polityk, eurodeputowana
- 1930:
  - Roy Fisher, brytyjski poeta, pianista jazzowy (zm. 2017)
  - Neale Lavis, australijski jeździec sportowy (zm. 2019)
  - Charles Rangel, amerykański polityk (zm. 2025)
  - Anatolij Woronow, radziecki podpułkownik lotnictwa, kosmonauta (zm. 1993)
- 1931 – Antoni Czacharowski, polski historyk, mediewista, wykładowca akademicki (zm. 2015)
- 1932:
  - Stefan Borucz, polski kolarz torowy, trener (zm. 2020)
  - Henryk Lesiak, polski regionalista, publicysta, działacz społeczny i samorządowy (zm. 2018)
  - Roy Sherwood, amerykański skoczek narciarski (zm. 2017)
- 1933:
  - Lennart Jonsson, szwedzki lekkoatleta, sprinter (zm. 2023)
  - Shigeru Kasahara, japoński zapaśnik (zm. 1990)
  - Liliana Ochmańska, polska aktorka (zm. 1996)
  - Gene Wilder, amerykański aktor, reżyser i scenarzysta filmowy pochodzenia żydowskiego (zm. 2016)
- 1934:
  - Andrzej Baraniecki, polski samorządowiec, polityk, poseł na Sejm RP (zm. 2003)
  - Henryk, duński książę małżonek (zm. 2018)
  - Howard Norris, walijski rugbysta (zm. 2015)
- 1936 – Bruno Fagnoul, belgijski nauczyciel, samorządowiec, polityk, minister-prezydent wspólnoty niemieckojęzycznej Belgii (zm. 2023)
- 1937:
  - Antoni Cybulski, polski nauczyciel, poeta, publicysta (zm. 2016)
  - Chad Everett, amerykański aktor, reżyser filmowy i telewizyjny (zm. 2012)
  - John Kinney, amerykański duchowny katolicki, biskup Saint Cloud (zm. 2019)
  - Rino Marchesi, włoski piłkarz, trener
  - David Mumford, amerykański matematyk, wykładowca akademicki
  - Georgi Nikołow, bułgarski piłkarz
  - Henryk Paniec, polski związkowiec, polityk, poseł na Sejm RP (zm. 2018)
  - Robin Warren, australijski lekarz, wykładowca akademicki, laureat Nagrody Nobla (zm. 2024)
- 1938:
  - Leonid Kajukow, rosyjski twórca filmów animowanych (zm. 2019)
  - Petr Kostka, czeski aktor
- 1939:
  - Krzysztof Kamiński, polski dziennikarz, fotograf (zm. 2019)
  - Franco Manfroi, włoski biegacz narciarski (zm. 2005)
  - Salvatore Nunnari, włoski duchowny katolicki, arcybiskup metropolita Cosenzy-Bisignano
  - Jackie Stewart, brytyjski kierowca wyścigowy
  - Mirko Stojanović, chorwacki piłkarz, bramkarz
- 1940 – Phelekezela Mphoko, zimbabweński przedsiębiorca, dyplomata, polityk, wiceprezydent Zimbabwe (zm. 2024)
- 1941 – Jewgienij Charitonow, rosyjski dramatopisarz, poeta, prozaik, kulturoznawca (zm. 1981)
- 1942:
  - Parris Glendening, amerykański polityk
  - Krzysztof Sperski, polski wiolonczelista, kameralista, pedagog
  - Witold Zatoński, polski internista, epidemiolog, ekspert zdrowia publicznego
- 1943:
  - Coutinho, brazylijski piłkarz (zm. 2019)
  - Henryk Fabian, polski piosenkarz, kompozytor (zm. 1998)
  - Michał Milczarek, polski aktor, reżyser teatru lalkowego (zm. 2007)
  - Oleg Widow, rosyjski aktor (zm. 2017)
- 1944:
  - Manfred Henne, niemiecki lekkoatleta, średniodystansowiec
  - James van Hoften, amerykański inżynier, astronauta pochodzenia holenderskiego
  - Roscoe Orman, amerykański aktor
  - Ewa Skarżanka, polska aktorka (zm. 2005)
- 1945:
  - Adrienne Barbeau, amerykańska aktorka
  - Patrick McGrath, irlandzki duchowny katolicki, biskup San Jose (zm. 2023)
  - Robert Munsch, kanadyjski autor literatury dziecięcej
  - Walter Piatkowski, amerykański koszykarz pochodzenia polskiego
- 1946:
  - Philippe Hirschhorn, łotewski skrzypek (zm. 1996)
  - Marek Jędrys, polski urzędnik, dyplomata
  - Jan Petersen, norweski prawnik, polityk, dyplomata
- 1947:
  - Richard Palmer-James, brytyjski poeta, gitarzysta, członek zespołów: King Crimson i Supertramp
  - Lech Zagumny, polski siatkarz, trener
- 1948:
  - Mike Conaway, amerykański polityk, kongresman
  - Ernst Jean-Joseph, haitański piłkarz (zm. 2020)
  - Aleksandr Kabanow, rosyjski piłkarz wodny (zm. 2020)
  - Michael Swan, amerykański aktor, reżyser filmowy i telewizyjny
  - Rick Woods, amerykański żużlowiec (zm. 2012)
- 1949:
  - Pierre Bayonne, haitański piłkarz
  - Ingrid Newkirk, brytyjska działaczka na rzecz praw zwierząt
  - Tom Pryce, walijski kierowca wyścigowy (zm. 1977)
- 1950:
  - Manuel Chuanguira Machado, mozambicki duchowny katolicki, biskup Gurué (zm. 2023)
  - Ellie Daniel, amerykańska pływaczka
  - Krzysztof Janik, polski polityk, minister spraw wewnętrznych i administracji, poseł na Sejm RP
  - Palhinha, brazylijski piłkarz, trener (zm. 2023)
- 1951:
  - Jan Brzeźny, polski kolarz szosowy
  - Francisco de Gouveia, południowoafrykański duchowny katolicki, biskup Oudtshoorn
  - Lionel Malingre, francuski lekkoatleta, sprinter
  - Michel Raymond, francuski rolnik, polityk, eurodeputowany
  - Julia Smykowska, polska organistka, pedagog
- 1952:
  - Doris Maletzki, niemiecka lekkoatletka, sprinterka
  - Jekatierina Podkopajewa, rosyjska lekkoatletka, biegaczka średniodystansowa
  - Anote Tong, kiribatyjski polityk, prezydent Kiribati
  - Bronisław Wildstein, polski dziennikarz, publicysta, pisarz pochodzenia żydowskiego
- 1953:
  - Peter Bergman, amerykański aktor
  - Henryk Budzicz, polski kajakarz
  - Dennis Daugaard, amerykański polityk, gubernator stanu Dakota Południowa
  - Jacek Graczyk, polski samorządowiec, burmistrz Ustki (zm. 2020)
  - Wiera Komisowa, rosyjska lekkoatletka, płotkarka
  - Antoni Tarczyński, polski polityk, samorządowiec, poseł na Sejm RP, starosta powiatu mińskiego
- 1954:
  - Alexander Bălănescu, rumuński skrzypek, kompozytor
  - Władysław Zawistowski, polski poeta, dramaturg, krytyk literacki i teatralny, tłumacz
- 1955:
  - Halina Biegun, polska saneczkarka
  - Marie Gruber, niemiecka aktorka (zm. 2018)
  - Wojciech Inglot, polski chemik, przedsiębiorca (zm. 2013)
  - Me’ir Porusz, izraelski rabin, polityk
- 1956:
  - Czesław Gluza, polski samorządowiec, polityk, poseł na Sejm RP
  - Giovanni Kessler, włoski prawnik, prokurator
  - Joe Montana, amerykański futbolista
- 1957:
  - Gianfranco Dalla Barba, włoski szablista (zm. 2024)
  - Thom de Graaf, holenderski samorządowiec, polityk
  - Mirosław Koźlakiewicz, polski przedsiębiorca, polityk, poseł na Sejm RP
  - Ammar Souayah, tunezyjski piłkarz, trener
- 1958:
  - Petra Feibert, niemiecka szachistka (zm. 2010)
  - Andrzej Karweta, polski wiceadmirał, dowódca Marynarki Wojennej (zm. 2010)
  - Rick Renzi, amerykański polityk
  - Miroslava Šafránková, czeska aktorka
  - Marek Suski, polski polityk, poseł na Sejm RP
  - Anna Ślipiko, polska lekkoatletka, sprinterka
- 1959:
  - Carol Ross, amerykańska koszykarka, trenerka
  - Péter Kiss, węgierski polityk (zm. 2014)
  - Hugh Laurie, brytyjski aktor, komik, scenarzysta filmowy, muzyk
  - Alan Moulder, brytyjski producent muzyczny
- 1960:
  - Ryszard Dawidowicz, polski kolarz torowy
  - Jari Koskinen, fiński polityk
  - Mehmet Öz, amerykański kardio- i torakochirurg pochodzenia tureckiego
- 1961:
  - María Barranco, hiszpańska aktorka
  - Susanne Lorentzon, szwedzka lekkoatletka, skoczkini wzwyż
  - Zygmunt Łukaszczyk, polski samorządowiec, polityk, prezydent Żor, wojewoda śląski
  - Oksen Mirzojan, ormiański sztangista
- 1962:
  - Didier Berthet, francuski duchowny katolicki, biskup Saint-Dié (zm. 2023)
  - Olga Charvátová, czeska narciarka alpejska
  - Roman Feld, polski żużlowiec
  - Sylvie Guillaume, francuska polityk, eurodeputowana
  - Barry Knestout, amerykański duchowny katolicki, biskup Richmond
  - Slobodan Kuzmanovski, jugosłowiański piłkarz ręczny
  - Mano Menezes, brazylijski piłkarz, trener
  - Erika Salumäe, estońska kolarka szosowa
  - Toshihiko Seki, japoński aktor, seiyū
  - Mihai Stănișoară, rumuński inżynier, polityk
- 1963:
  - Gregg Hoffman, amerykański producent filmowy (zm. 2005)
  - Jan Posthuma, holenderski siatkarz
  - Sandra Schmirler, kanadyjska curlerka (zm. 2000)
  - Ireneusz (Semko), ukraiński duchowny prawosławny, metropolita nieżyński i priłucki (zm. 2017)
- 1964:
  - Jean Alesi, francuski kierowca wyścigowy
  - Wren T. Brown, kanadyjsko-amerykański aktor
  - Kim Gallagher, amerykańska lekkoatletka, biegaczka średniodystansowa (zm. 2002)
  - Jacek Hamela, polski reżyser dźwięku
  - Martine Ohr, holenderska hokeistka na trawie
  - Petyr Popjordanow, bułgarski aktor (zm. 2013)
- 1965:
  - Łałka Berberowa, bułgarska wioślarka (zm. 2006)
  - Mariusz Handzlik, polski polityk, działacz państwowy, podsekretarz stanu w Kancelarii Prezydenta RP (zm. 2010)
  - Roman Kreuziger czeski kolarz szosowy i przełajowy
  - Rogelio Marcelo, kubański bokser
  - Beata Pawlikowska, polska pisarka, podróżniczka, dziennikarka, fotografka, tłumaczka
  - Christian Streich, niemiecki piłkarz, trener
  - Manuel Uribe, meksykański mechanik, jedna z najcięższych osób w historii medycyny (zm. 2014)
- 1966:
  - Tiffany Cohen, amerykańska pływaczka
  - Wasilij Kulkow, rosyjski piłkarz (zm. 2020)
  - Dariusz Niebudek, polski aktor
- 1967:
  - Wioletta Lewandowska, polska koszykarka
  - Konstantin Czernyszow, rosyjski szachista, sędzia szachowy
  - Jameleddine Limam, tunezyjski piłkarz
  - Jens Martin Knudsen, farerski piłkarz, bramkarz, trener
  - Robert Olesen, amerykański bobsleista
  - Renata Zaremba, polska polityk, poseł na Sejm RP
- 1968:
  - Paul Etheredge, amerykański scenograf, reżyser, scenarzysta i producent filmowy i telewizyjny
  - Emiliano García-Page, hiszpański polityk, prezydent Kastylii-La Manchy
  - Alojzy Liechtenstein, regent Liechtensteinu
  - Daniel Orsanic, argentyński tenisista
  - Arkadiusz Pawełek, polski podróżnik, żeglarz, nurek, alpinista
  - The Lady of Rage, amerykańska raperka, aktorka
- 1969:
  - Peter Dinklage, amerykański aktor
  - Siergiej Juran, rosyjski piłkarz pochodzenia ukraińskiego
  - Matthias Maucksch, niemiecki piłkarz, trener
  - Gabriela Muskała, polska aktorka, dramatopisarka
- 1970:
  - Dimitrios Anagnostopulos, grecki szachista
  - Romarin Billong, kameruński piłkarz
  - Jane Goldman, brytyjska scenarzystka, modelka, prezenterka telewizyjna
  - Valter Matošević, chorwacki piłkarz ręczny, bramkarz
  - MF Grimm, amerykański raper, producent muzyczny, scenarzysta komiksowy, aktor
  - Krzysztof Olszewski, polski fotograf, artysta wizualny
  - Miguel Ramírez, chilijski piłkarz
  - Dmitrij Utkin, rosyjski podpułkownik wywiadu wojskowego GRU, założyciel Grupy Wagnera (zm. 2023)
- 1971:
  - Vladimir Gaidamașciuc, mołdawski piłkarz
  - Marek Kolbowicz, polski wioślarz
  - Warwick Smith, szkocki curler
  - Kenjirō Tsuda, japoński piłkarz
- 1972:
  - Eriberto Leão, brazylijski aktor
  - Artur Malicki, polski hokeista (zm. 2001)
  - Ilona Mokronowska, polska wioślarka
- 1973:
  - José Manuel Abundis, meksykański piłkarz
  - Arílson Gilberto da Costa, brazylijski piłkarz
  - Carlos González Sháněl, chilijski dziennikarz, reporter pochodzenia czeskiego
- 1974:
  - Frangiskos Alwertis, grecki koszykarz
  - Aldo Bumçi, albański polityk
  - Piotr Misiło, polski polityk, menedżer, poseł na Sejm RP
  - Greg Vanney, amerykański piłkarz, trener
- 1975:
  - Mira Awad, arabsko-izraelska piosenkarka
  - Ulrik Balling, duński piłkarz, trener
  - Grzegorz Barth, polski duchowny katolicki, teolog, wykładowca akademicki
  - Ulrika Bergman, szwedzka curlerka
  - Margareta Budner, polska chirurg, polityk, senator RP
  - Aaron Everett, australijski bokser
  - Gergely Karácsony, węgierski polityk, samorządowiec, burmistrz Budapesztu
  - Tonje Kjærgaard, duńska piłkarka ręczna
  - Aleksander Woźniak, polski kompozytor, autor tekstów, producent muzyczny, członek zespołu PIN
  - Łukasz Żyta, polski perkusista jazzowy, muzyk sesyjny, pedagog
- 1976:
  - Gaëtan Englebert, belgijski piłkarz
  - Bogumił Godfrejów, polski operator filmowy
  - Paulina Stochniałek, polska menedżer, samorządowiec, członek zarządu województwa wielkopolskiego
  - Reiko Tosa, japońska lekkoatletka, biegaczka długodystansowa
- 1977:
  - Artur Andruszczak, polski piłkarz, trener, samorządowiec
  - Przemysław Czarnek, polski prawnik, polityk, wojewoda lubelski, poseł na Sejm RP, minister edukacji i nauki
  - Ryan Dunn, amerykański aktor, kaskader (zm. 2011)
  - Shane Meier, kanadyjski aktor
  - Geoff Ogilvy, australijski golfista
  - Monika Žídková, czeska modelka, zwyciężczyni konkursów piękności
- 1978:
  - Veronika Bortelová, czeska koszykarka
  - Joshua Jackson, kanadyjski aktor
  - Maria Lohela, fińska polityk
  - Krzysztof Niedziela, polski siatkarz
  - Katarzyna Obara-Kowalska, polska dziennikarka i prezenterka telewizyjna, działaczka samorządowa
- 1979:
  - Zamira Amirova, uzbecka lekkoatletka, sprinterka
  - Preslaysa Edwards, amerykańska aktorka
  - Tõnu Endrekson, estoński wioślarz
  - Beata Grzesik, polska kajakarka
  - Patricia Miranda, amerykańska zapaśniczka pochodzenia brazylijskiego
- 1980:
  - Emmanuel Ake Muttendango, kenijski piłkarz
  - Wojciech Kałuża, polski przedsiębiorca, samorządowiec, wicemarszałek województwa śląskiego
  - Javier Muñoz Mustafá, argentyński piłkarz
  - Kacper Pobłocki, polski antropolog, wykładowca akademicki, działacz społeczny
  - Oliver Schröder, niemiecki piłkarz
- 1981:
  - Emiliano Moretti, włoski piłkarz
  - Georgijs Pujacs, łotewski hokeista
  - Vladimir Tica, serbski koszykarz
- 1982:
  - Mirela Bareš, chorwacka siatkarka
  - Vanessa Boslak, francuska lekkoatletka, tyczkarka
  - Tomas Delininkaitis, litewski koszykarz
  - Jacques Freitag, południowoafrykański lekkoatleta, skoczek wzwyż
  - Håkon Opdal, norweski piłkarz, bramkarz
  - Eldar Rønning, norweski biegacz narciarski
  - Diana Taurasi, amerykańska koszykarka pochodzenia włosko-argentyńskiego
- 1983:
  - Paweł Baumann, polski kajakarz (zm. 2016)
  - Kamil Bortniczuk, polski samorządowiec, polityk, poseł na Sejm RP, minister sportu i turystyki
  - Chuck Hayes, amerykański koszykarz
  - Jekatierina Jurjewa, rosyjska biathlonistka
  - Łukasz Pawłowski, polski wioślarz
  - Anna Maria Żukowska, polska prawnik, polityk, poseł na Sejm RP
- 1984:
  - Ai Kobayashi, japońska curlerka
  - Krzysztof Kościelski, polski basista, członek zespołu CF98
  - Andy Lee, irlandzki bokser
  - Vágner Love, brazylijski piłkarz
  - Nenad Mišanović, serbski koszykarz
- 1985:
  - Walid Abbas, emiracki piłkarz
  - Łeonid Bazan, ukraiński i bułgarski zapaśnik
  - Brad Jacobs, kanadyjski curler
  - Dzmitryj Kałdun, białoruski piosenkarz
  - Petter Tande, norweski kombinator norweski
  - Chris Trousdale, amerykański aktor, wokalista, członek boysbandu Dream Street (zm. 2020)
- 1986:
  - Sebastian Bayer, niemiecki lekkoatleta, skoczek w dal
  - Fabio Duarte, kolumbijski kolarz szosowy
  - Fiodor Fiodorow, rosyjski hokeista
  - Shia LaBeouf, amerykański aktor, komik, raper, reżyser, scenarzysta i producent filmowy
  - Magaly Solier, peruwiańska aktorka, piosenkarka
- 1987:
  - Alona Andruk, ukraińska kolarka szosowa
  - Roberlandy Simón Aties, kubański siatkarz
  - Gonzalo Castro, niemiecki piłkarz pochodzenia hiszpańskiego
  - Eric Maynor, amerykański koszykarz
  - Didrik Solli-Tangen, norweski piosenkarz
- 1988:
  - Abdulaziz Al-Sulaiti, katarski piłkarz
  - Horacio d’Almeida, francuski siatkarz
  - Claire Holt, australijska aktorka
  - Urszula Jakimowicz, polska lekkoatletka, oszczepniczka
  - Zhou Jianchao, chiński szachista
- 1989:
  - Michaił Aleksandrow, bułgarski piłkarz
  - Lorenzo Ariaudo, włoski piłkarz
  - Frank Facher, niemiecki żużlowiec
  - Fágner, brazylijski piłkarz
  - Sandra Guibert, peruwiańska siatkarka
  - Maya Moore, amerykańska koszykarka
- 1990:
  - Matthieu Androdias, francuski wioślarz
  - Balázs Balogh, węgierski piłkarz
  - Tara Basro, indonezyjska aktorka i modelka
  - Joey Dawejko, amerykański bokser pochodzenia polskiego
  - Krystopher Faber, amerykański koszykarz
  - Pernilla Karlsson, fińska piosenkarka
  - Christophe Lemaitre, francuski lekkoatleta, sprinter
  - Mingijan Siemionow, rosyjski zapaśnik
- 1991:
  - Junshirō Kobayashi, japoński skoczek narciarski, kombinator norweski
  - Seydouba Soumah, gwinejski piłkarz
  - Hayley Spelman, amerykańska siatkarka
  - Ramu Tokashiki, japońska koszykarka
- 1992:
  - Lévy Madinda, gaboński piłkarz
  - Sylwia Matuszczyk, polska piłkarka ręczna
  - Damian Popiel, polski judoka
  - Eugene Simon, brytyjski aktor
- 1993:
  - Ouasim Bouy, marokański piłkarz
  - Brittany Boyd, amerykańska koszykarka
  - Magdalena Koperwas, polska koszykarka
  - Lema Mabidi, kongijski piłkarz
- 1994:
  - Ivana Baquero, hiszpańska aktorka
  - Jakiw Chammo, ukraiński judoka pochodzenia asyryjskiego
  - Jessica Fox, australijska kajakarka górska
  - Tomasz Kędziora, polski piłkarz
  - Rangsiya Nisaisom, tajska taekwondzistka
  - Luca Sosa, argentyński piłkarz
- 1995:
  - Daniel Cataraga, mołdawski zapaśnik
  - Nia Coffey, amerykańska koszykarka
  - Muslim Jewłojew, rosyjski zapaśnik (zm. 2020)
  - Dawid Keltjens, izraelski piłkarz
  - Gastón Pereiro, urugwajski piłkarz
  - Davon Reed, amerykański koszykarz
  - Jai Williams, amerykański koszykarz
- 1996 – Carlos Valor, kolumbijski zapaśnik
- 1997 – Unai Simón, hiszpański piłkarz, bramkarz narodowości baskijskiej
- 1998:
  - Reggie Cannon, amerykański piłkarz
  - Kathleen Doyle, amerykańska koszykarka
  - Justin Hoogma, holenderski piłkarz
  - Wilma Murto, fińska lekkoatletka, tyczkarka
- 1999:
  - Lilah Fear, brytyjsko-amerykańska łyżwiarka figurowa pochodzenia kanadyjskiego
  - Kai Havertz, niemiecki piłkarz
  - Adam Kozák, czeski siatkarz
  - Katelyn Nacon, amerykańska aktorka
  - Ołeksandr Safronow, ukraiński piłkarz
  - Saxon Sharbino, amerykańska aktorka
- 2000:
  - Martyna Leszczyńska, polska koszykarka
  - Ołeksandr Syrota, ukraiński piłkarz
- 2001:
  - Sharife Cooper, amerykański koszykarz
  - Wladimeri Gamkrelidze, gruziński zapaśnik
  - Billy Gilmour, szkocki piłkarz
  - Jason Luneau, kanadyjski zapaśnik
- 2002:
  - Windy Cantika Aisah, indonezyjska sztangistka
  - Olli Caldwell, brytyjski kierowca wyścigowy
- 2004 – Katrina Scott, amerykańska tenisistka
- 2005:
  - Timo Eder, niemiecki gimnastyk
  - Jakub Nowak, polski siatkarz
- 2006 – Metoděj Jílek, czeski łyżwiarz szybki

## Zmarli
- 888 – Rimbert, niemiecki duchowny katolicki, arcybiskup Bremy i Hamburga, święty (ur. ok. 830)
- 976 – Pietro IV Candiano, doża Wenecji (ur. ?)
- 1183 – Henryk Plantagenet, hrabia Andegawenii i Maine (ur. 1155)
- 1216 – Henryk Flandryjski, władca Cesarstwa Łacińskiego (ur. ok. 1174)
- 1323 – Berenger Fredol, francuski kardynał (ur. 1250)
- 1341 – Bolko II, książę ziębicko-świdnicki, książę ziębicki, dziedziczny lennik czeski (ur. ok. 1300)
- 1345 – Aleksy Apokauk, bizantyński urzędnik, dowódca wojskowy (ur. ?)
- 1371 – Arnaud Aubert, francuski duchowny katolicki, arcybiskup Auch (ur. ?)
- 1393 – Jan I Burbon, francuski arystokrata, hrabia La Marche (ur. 1344)
- 1419 – Rudolf III, elektor Saksonii (ur. przed 1367)
- 1420 – Jan III Hohenzollern, burgrabia Norymbergi, książę Bayreuth (ur. ok. 1369)
- 1434 – Bernard I, książę Brunszwiku i Lüneburga (ur. ?)
- 1450 – Stefan Bandelli, włoski dominikanin, błogosławiony (ur. 1369)
- 1488 – Jakub III, król Szkocji (ur. 1451)
- 1521 – Tamás Bakócz, węgierski duchowny katolicki, prymas Węgier, arcybiskup Ostrzyhomia, łaciński patriarcha Konstantynopola, kardynał (ur. 1442)
- 1540 – Georg Hohermuth, niemiecki konkwistador, gubernator Wenezueli (ur. 1500)
- 1548 – Agostino Busti, włoski rzeźbiarz (ur. 1483)
- 1557 – Jan III Aviz, król Portugalii (ur. 1502)
- 1560 – Maria de Guise, królowa i regentka Szkocji (ur. 1515)
- 1568 – Henryk II Młodszy, książę Brunszwiku-Wolfenbüttel (ur. 1489)
- 1569 – Wolfgang Wittelsbach, książę Palatynatu-Zweibrücken (ur. 1526)
- 1571 – Eustachy Knobelsdorf, niemiecki duchowny katolicki, kanonik warmiński i wrocławski, humanistyczny poeta łaciński (ur. 1519)
- 1587 – Sōrin Ōtomo, japoński daimyō i samuraj konwertowany na katolicyzm (ur. 1530)
- 1604 – Johannes Montanus, niemiecki lekarz (ur. ?)
- 1608 – Francesco Maria Tarugi, włoski duchowny katolicki, arcybiskup Awinionu i arcybiskup Sieny, kardynał (ur. 1525)
- 1661 – Jerzy II, landgraf Hesji-Darmstadt (ur. 1605)
- 1695 – André Félibien, francuski historyk (ur. 1619)
- 1712 – Louis-Joseph de Vendôme, francuski książę, dowódca wojskowy, marszałek Francji (ur. 1654)
- 1727 – Jerzy I Hanowerski, król Wielkiej Brytanii (ur. 1660)
- 1738 – Caspar Bartholin młodszy, duński anatom (ur. 1655)
- 1763 – Camillo Paolucci, włoski kardynał (ur. 1692)
- 1775 – Egidio Romualdo Duni, włoski kompozytor operowy (ur. 1708)
- 1786 – August Fryderyk Moszyński, polski architekt zieleni, ekonomista, urzędnik (ur. 1731)
- 1796 – Nathaniel Gorham, amerykański kupiec, polityk (ur. 1738)
- 1804 – Johann Heinrich von Frankenberg, belgijski duchowny katolicki, arcybiskup Mechelen, kardynał (ur. 1726)
- 1808 – Giovanni Battista Cirri, włoski kompozytor, wiolonczelista (ur. 1724)
- 1817 – William Gregor, brytyjski duchowny anglikański, mineralog (ur. 1761)
- 1825 – Daniel Tompkins, amerykański prawnik, polityk, wiceprezydent USA (ur. 1774)
- 1828 – Jacques Alexandre Law de Lauriston, francuski generał, marszałek Francji (ur. 1768)
- 1831 – Franciszek Kodesch, polski matematyk pochodzenia czeskiego (ur. 1761)
- 1835 – Pancrace Bessa, francuski malarz, grafik, rysownik (ur. 1772)
- 1843 – Piotr Wittgenstein, rosyjski generał-feldmarszałek pochodzenia niemieckiego (ur. 1769)
- 1847 – John Franklin, brytyjski oficer marynarki, badacz Arktyki (ur. 1786)
- 1850 – Friedrich Erdmann Petri, niemiecki leksykograf, teolog, wykładowca akademicki (ur. 1786)
- 1858 – Teodor Dyniewicz, polski duchowny katolicki, kanonik gnieźnieński (ur. 1802)
- 1859 – Klemens von Metternich, austriacki polityk, dyplomata (ur. 1773)
- 1860 – Louis-Martin Porchez, francuski duchowny katolicki, biskup Martyniki (ur. 1805)
- 1866 – Theodor Kotschy, austriacki botanik, podróżnik (ur. 1813)
- 1872 – Charles de Chilly, francuski aktor (ur. 1804)
- 1880 – John Wood, amerykański polityk (ur. 1798)
- 1882 – Paula Frassinetti, włoska zakonnica, święta (ur. 1809)
- 1893 – António Carvalho da Silva Porto, portugalski malarz (ur. 1850)
- 1895 – Daniel Kirkwood, amerykański astronom, matematyk (ur. 1814)
- 1897 – Carl Remigius Fresenius, niemiecki chemik, wykładowca akademicki (ur. 1818)
- 1900:
  - Julius Althaus, niemiecko-brytyjski neurolog (ur. 1833)
  - Belle Boyd, amerykańska aktorka (ur. 1844)
  - David Ogilvy, brytyjski arystokrata, podpułkownik, polityk (ur. 1856)
- 1901 – Bronisław Wilkoszewski, polski fotograf (ur. 1847)
- 1902 – Otto Eckmann, niemiecki malarz, grafik, ilustrator książek (ur. 1865)
- 1903:
  - Julius Duboc, niemiecki pisarz, filozof (ur. 1829)
  - Iwan Durnowo, rosyjski wojskowy, polityk (ur. 1834)
  - Aleksander I Obrenowić, król Serbii (ur. 1876)
  - Draga, królowa Serbii (ur. 1864)
- 1906:
  - František Bartoš, czeski folklorysta, językoznawca, etnograf, wydawca pieśni ludowych, pedagog (ur. 1837)
  - Jan Gwiazdomorski, polski lekarz (ur. 1854)
  - Hector-Louis Langevin, kanadyjski polityk (ur. 1826)
- 1908 – Gaston Boissier, francuski naukowiec (ur. 1823)
- 1909 – Jakub Gordin, żydowski dramatopisarz (ur. 1853)
- 1910 – Maria Schininà, włoska zakonnica, błogosławiona (ur. 1844)
- 1911 – James Curtis Hepburn, amerykański lekarz, misjonarz (ur. 1815)
- 1912 – Léon Dierx, francuski poeta (ur. 1838)
- 1913 – Mahmud Şevket, turecki generał, polityk (ur. 1856)
- 1914 – Adolf Fryderyk V, książę Meklemburgii-Strelitz (ur. 1848)
- 1915 – Ignacy Maloyan, ormiański duchowny ormiańskokatolicki, arcybiskup Mardin, błogosławiony (ur. 1869)
- 1916:
  - Skookum Jim, kanadyjski poszukiwacz złota (ur. 1855)
  - Dick Pegg, angielski piłkarz (ur. 1878)
  - Jean Webster, amerykańska pisarka (ur. 1876)
- 1921 – Leonid, gruziński duchowny prawosławny, Katolikos-patriarcha całej Gruzji (ur. 1861)
- 1923:
  - Józef Bułak-Bałachowicz, polski generał brygady pochodzenia białoruskiego (ur. 1894)
  - Hugo III Henckel von Donnersmarck, śląski hrabia, magnat, prawnik (ur. 1857)
  - Jan Zavřel, czechosłowacki i polski generał (ur. 1864)
- 1924 – Théodore Dubois, francuski kompozytor, organista, pedagog (ur. 1837)
- 1929:
  - Gyula Andrássy młodszy, węgierski arystokrata, polityk (ur. 1860)
  - William D. Boyce, amerykański dziennikarz, przedsiębiorca, wydawca prasowy, odkrywca (ur. 1858)
- 1930 – Emil Thuy, niemiecki pilot wojskowy, as myśliwski (ur. 1894)
- 1932:
  - Marian Kawski, polski farmaceuta, działacz społeczno-kulturalny, samorządowiec, burmistrz Sanoka (ur. 1876)
  - Hipolit Śliwiński, polski architekt, działacz niepodległościowy, polityk, poseł na Sejm Ustawodawczy i Sejm RP (ur. 1866)
- 1933 – Hildegarda Burjan, austriacka działaczka społeczna, błogosławiona (ur. 1883)
- 1934 – Lew Wygotski, radziecki psycholog, pedagog (ur. 1896)
- 1936 – Robert E. Howard, amerykański pisarz (ur. 1906)
- 1937:
  - Jona Jakir, radziecki komandarm pochodzenia żydowskiego (ur. 1896)
  - R.J. Mitchell, brytyjski konstruktor lotniczy (ur. 1895)
  - Witalij Primakow, radziecki komkor (ur. 1897)
  - Witowt Putna, radziecki komkor (ur. 1893)
  - Michaił Tuchaczewski, radziecki dowódca wojskowy, marszałek ZSRR (ur. 1893)
  - Ijeronim Uborewicz, radziecki komandarm pochodzenia litewskiego (ur. 1896)
- 1939 – Walther Poppelreuter, niemiecki neurolog, psychiatra (ur. 1886)
- 1940:
  - Konstantyn Krefft, polski duchowny katolicki, Sługa Boży (ur. 1867)
  - Hugh Pendexter, amerykański pisarz, scenarzysta filmowy, dziennikarz (ur. 1875)
- 1941 – Carl Grimberg, szwedzki historyk, pisarz, pedagog (ur. 1875)
- 1942:
  - Angelo Cuccuru, włoski żołnierz, Sługa Boży (ur. 1920)
  - Wincenty Józef Wolniarski, polski zakonnik, męczennik, Sługa Boży (ur. 1874)
- 1943 – Paweł Frenkel, żydowski uczestnik ruchu oporu w getcie warszawskim (ur. 1920)
- 1944:
  - Maria Czeska-Mączyńska, polska autorka literatury dziecięcej i młodzieżowej (ur. 1883)
  - Aleksander Laszenko, polski malarz, podróżnik (ur. 1883)
  - Vojtěch Preissig, czeski malarz, grafik, ilustrator, działacz ruchu oporu (ur. 1873)
- 1945:
  - Elijjahu Golomb, żydowski dowódca paramilitarny (ur. 1893)
  - Alojzy Przeździecki, polski pułkownik dyplomowany piechoty (ur. 1886)
- 1947 – Seyid Cəfər Pişəvəri, irański działacz komunistyczny pochodzenia azerskiego (ur. 1893)
- 1948 – David Marcus, amerykański pułkownik, izraelski generał major (ur. 1901)
- 1949:
  - Giovanni Gioviale, włoski muzyk, kompozytor (ur. 1885)
  - Koçi Xoxe, albański polityk komunistyczny (ur. 1911)
  - Oton Župančič, słoweński poeta (ur. 1878)
- 1950 – Joseph Collins, amerykański neurolog, wykładowca akademicki (ur. 1866)
- 1951:
  - Gamzat Cadasa, dagestański poeta ludowy, dramaturg, eseista (ur. 1877)
  - John Robertson Duigan, australijski pionier lotnictwa (ur. 1882)
  - William Higgs, australijski polityk (ur. 1862)
- 1954 – Ludwik Garbowski, polski botanik, fitopatolog, wykładowca akademicki, encyklopedysta (ur. 1872)
- 1955 – Pierre Levegh, francuski kierowca wyścigowy (ur. 1905)
- 1956:
  - Corrado Alvaro, włoski pisarz, dziennikarz (ur. 1895)
  - Janina Gulbinowa, polska malarka, konserwatorka (ur. 1892)
  - Ralph Morgan, amerykański aktor (ur. 1883)
- 1957 – Jan Stefan Haneman, polski ekonomista, polityk, członek PKWN (ur. 1890)
- 1958:
  - William Aalto, amerykański wojskowy, komunista, poeta pochodzenia fińskiego (ur. 1915)
  - Gaston Barreau, francuski piłkarz (ur. 1883)
- 1960 – Dudley Wright Knox, amerykański komodor, publicysta, historyk (ur. 1877)
- 1961 – Łukasz (Wojno-Jasieniecki), rosyjski biskup prawosławny, lekarz pochodzenia polskiego (ur. 1877)
- 1962:
  - Józef Berger, polski duchowny ewangelicki, teolog, działacz społeczny i polityczny na Zaolziu (ur. 1901)
  - Wolfgang Glöde, Niemiec, ofiara muru berlińskiego (ur. 1949)
  - Erna Kelm, Niemka, ofiara muru berlińskiego (ur. 1908)
- 1963:
  - Lev Prchala, czeski generał (ur. 1892)
  - Thích Quảng Ðức, wietnamski mnich buddyjski (ur. 1897)
- 1964:
  - Janusz Głuchowski, polski generał (ur. 1888)
  - Plaek Pibulsongkram, tajski marszałek polny, polityk, premier Tajlandii (ur. 1897)
- 1965:
  - Michał Dadlez, polski polonista, historyk polskiej literatury, poeta (ur. 1895)
  - Jan Gawlas, polski kompozytor, pedagog (ur. 1901)
  - José Mendes Cabeçadas, portugalski admirał, polityk, premier i prezydent Portugalii (ur. 1883)
- 1966:
  - Ethel Clayton, amerykański aktor (ur. 1882)
  - Bernard Schmetz, francuski szpadzista (ur. 1904)
- 1967:
  - Wolfgang Köhler, niemiecki psycholog (ur. 1887)
  - Ernesto Ruffini, włoski duchowny katolicki, arcybiskup Palermo, kardynał (ur. 1888)
- 1968 – Ivan Ribar, chorwacki i jugosłowiański polityk, prezydent Jugosławii (ur. 1881)
- 1970 – Aleksander Kiereński, rosyjski polityk, premier Rządu Tymczasowego (ur. 1881)
- 1972:
  - Joakim Bonnier, szwedzki kierowca wyścigowy (ur. 1930)
  - Andrzej Nardelli, polski aktor (ur. 1947)
- 1973 – Folke Rogard, szwedzki prawnik, prezydent FIDE (ur. 1899)
- 1974:
  - Eurico Gaspar Dutra, brazylijski generał, polityk, prezydent Brazylii (ur. 1883)
  - Julius Evola, włoski baron, filozof, poeta, malarz (ur. 1898)
  - Franciszek Niepokólczycki, polski pułkownik, żołnierz AK, oficer Kedywu i działacz podziemia antykomunistycznego (ur. 1900)
- 1976:
  - Jim Konstanty, amerykański baseballista pochodzenia polskiego (ur. 1917)
  - Kazimierz Sośnicki, polski filozof, pedagog, dydaktyk (ur. 1883)
- 1978 – Jānis Daliņš, łotewski lekkoatleta, chodziarz (ur. 1904)
- 1979:
  - George Eyston, brytyjski kierowca wyścigowy, inżynier, wynalazca (ur. 1897)
  - Alfred Martin, niemiecki socjolog, historyk, wspinacz, narciarz wysokogórski (ur. 1882)
  - Loren Murchison, amerykański lekkoatleta, sprinter (ur. 1898)
  - John Wayne, amerykański aktor (ur. 1907)
- 1980 – Frank Murphy, amerykański lekkoatletka, tyczkarz (ur. 1889)
- 1981:
  - Maria Czapska, polska historyk literatury, eseistka (ur. 1894)
  - Eugeniusz Fulde, polski aktor, pedagog (ur. 1911)
- 1982 – Al Rinker, amerykański wokalista i kompozytor jazzowy (ur. 1907)
- 1983 – Pierre Ramadier, francuski lekkoatleta, tyczkarz (ur. 1902)
- 1984:
  - Enrico Berlinguer, włoski polityk komunistyczny pochodzenia katalońskiego (ur. 1922)
  - Henryk Emchowicz, polski piłkarz (ur. 1902)
  - Julius Madritsch, austriacki przedsiębiorca (ur. 1906)
- 1986:
  - Frank Cousins, brytyjski związkowiec, polityk (ur. 1904)
  - Wacław Makowski, polski pułkownik pilot (ur. 1897)
- 1987:
  - Adolf Gawalewicz, polski prawnik, pisarz (ur. 1916)
  - Joseph Salas, amerykański bokser (ur. 1903)
- 1989 – Jack McMahon, amerykański koszykarz (ur. 1928)
- 1990:
  - Vaso Čubrilović, bośniacki i jugosłowiański polityk, wykładowca akademicki (ur. 1897)
  - Clyde McCoy, amerykański trębacz jazzowy (ur. 1903)
  - Oldřich Nejedlý, czechosłowacki piłkarz (ur. 1909)
- 1993:
  - Muriel Bradbrook, brytyjska literaturoznawczyni (ur. 1909)
  - Bernard Bresslaw, brytyjski aktor (ur. 1934)
- 1994 – Wiesław Ksawery Patek, polski historyk, publicysta, polityk emigracyjny (ur. 1908)
- 1996 – Brigitte Helm, niemiecka aktorka (ur. 1908)
- 1997:
  - Michel Debatisse, francuski rolnik, polityk (ur. 1929)
  - Ben Dunkelman, kanadyjski i izraelski dowódca wojskowy (ur. 1913)
- 1998:
  - Geworg Emin, ormiański poeta, eseista, tłumacz (ur. 1919)
  - Zenta Ērgle, łotewska autorka literatury dziecięcej (ur. 1920)
  - Władysław Kiepura, polski śpiewak operowy (tenor) (ur. 1904)
- 1999:
  - DeForest Kelley, amerykański aktor (ur. 1920)
  - Jacek Sawaszkiewicz, polski pisarz science fiction (ur. 1947)
- 2001:
  - Pierre Eyt, francuski duchowny katolicki, arcybiskup Bordeaux, kardynał (ur. 1934)
  - Timothy McVeigh, amerykański terrorysta (ur. 1968)
- 2002 – Zbigniew Podgajny, polski pianista, aranżer, kompozytor, członek zespołów: Czerwono-Czarni i Niebiesko-Czarni (ur. 1933)
- 2003 – David Brinkley, amerykański dziennikarz, spiker telewizyjny (ur. 1920)
- 2004:
  - Luigi Sposito, włoski duchowny katolicki, biskup (ur. 1921)
  - Ksenofon Zolotas, grecki polityk, premier Grecji (ur. 1904)
- 2005:
  - José Beyaert, francuski kolarz szosowy (ur. 1925)
  - Vasco dos Santos Gonçalves, portugalski generał, polityk, premier Portugalii (ur. 1921)
  - Stanisław Kędzia, polski aktor, prezenter radiowy (ur. 1951)
  - Henryk Kluba, polski reżyser i producent filmowy, aktor, pedagog (ur. 1931)
- 2006:
  - Tim Hildebrandt, amerykański ilustrator, plakacista (ur. 1939)
  - Bruce Shand, brytyjski oficer kawalerii (ur. 1917)
  - Georges-Paul Wagner, francuski prawnik. publicysta, pisarz (ur. 1921)
- 2007:
  - Stack Bundles, amerykański raper (ur. 1983)
  - Mala Powers, amerykańska aktorka (ur. 1931)
- 2008:
  - Ove Andersson, szwedzki kierowca wyścigowy (ur. 1938)
  - Adam Ledwoń, polski piłkarz (ur. 1974)
  - Võ Văn Kiệt, wietnamski polityk, premier Wietnamu (ur. 1922)
- 2009:
  - Marian Goliński, polski polityk, samorządowiec, poseł na Sejm RP (ur. 1949)
  - Jan Hause, polski duchowny luterański, pierwszy naczelny kapelan Ewangelickiego Duszpasterstwa Wojskowego (ur. 1934)
  - Christel Peters, niemiecka aktorka (ur. 1916)
  - Carl Pursell, amerykański polityk (ur. 1932)
  - Paweł Targiel, polski poeta (ur. 1945)
  - Gieorgij Wajner, rosyjski pisarz (ur. 1938)
- 2010:
  - Henri Cuq, francuski polityk (ur. 1942)
  - Andrzej Piątkowski, polski szablista (ur. 1934)
- 2011:
  - Giorgio Celli, włoski entomolog, etolog, pisarz, polityk, eurodeputowany (ur. 1935)
  - Elijjahu M. Goldratt, izraelski fizyk (ur. 1947)
  - Seth Putnam, amerykański wokalista, członek zespołu Anal Cunt (ur. 1968)
  - Wital Silicki, białoruski politolog, dziennikarz, pisarz (ur. 1972)
- 2012:
  - Héctor Bianciotti, argentyński pisarz (ur. 1930)
  - Ann Rutherford, kanadyjska aktorka (ur. 1917)
  - Teófilo Stevenson, kubański bokser (ur. 1952)
  - Janusz Weychert, polski reżyser i scenarzysta filmowy (ur. 1929)
- 2013:
  - Robert Fogel, amerykański historyk, ekonomista, laureat Nagrody Banku Szwecji im. Alfreda Nobla w dziedzinie ekonomii (ur. 1926)
  - Bogdan Potocki, polski aktor (ur. 1938)
  - Jaakko Wallenius, fiński pisarz, dziennikarz (ur. 1958)
- 2014:
  - Ruby Dee, amerykańska aktorka, scenarzystka filmowa, dziennikarka, aktywistka (ur. 1922)
  - Rafael Frühbeck de Burgos, hiszpański kompozytor, dyrygent (ur. 1933)
- 2015:
  - Ornette Coleman, amerykański saksofonista jazzowy, kompozytor (ur. 1930)
  - Jan F. Lewandowski, polski historyk, filmoznawca, dziennikarz (ur. 1952)
  - Sebastiano Mannironi, włoski sztangista (ur. 1930)
  - Ron Moody, brytyjski aktor (ur. 1924)
  - Tadeusz Prokop, polski wokalista, gitarzysta i kompozytor, członek zespołów Drumlersi i Pakt (ur. ok. 1943)
  - Dusty Rhodes, amerykański wrestler (ur. 1945)
  - Zdzisław Sarewicz, polski generał, funkcjonariusz SB i UOP (ur. 1930)
- 2016 – Rudi Altig, niemiecki kolarz torowy i szosowy (ur. 1937)
- 2017:
  - Mariusz Bondarczuk, polski dziennikarz, wydawca, regionalista (ur. 1948)
  - Marek Kwapiszewski, polski literaturoznawca (ur. 1946)
- 2018:
  - Oscar Furlong, argentyński koszykarz, tenisista (ur. 1927)
  - Roman Kłosowski, polski aktor (ur. 1929)
- 2019:
  - Carl Bertelsen, duński piłkarz (ur. 1937)
  - Zbigniew Domino, polski pisarz (ur. 1929)
  - Martin Feldstein, amerykański ekonomista (ur. 1939)
  - Gabriele Grunewald, amerykańska lekkoatletka, biegaczka średniodystansowa (ur. 1986)
  - Francisco Miró Quesada Cantuarias, peruwiański dziennikarz, filozof, polityk (ur. 1918)
  - Tadeusz Mołdawa, polski prawnik, politolog (ur. 1943)
- 2020:
  - Katsuhisa Hattori, japoński kompozytor (ur. 1936)
  - Emmanuel Issoze-Ngondet, gaboński polityk, premier Gabonu (ur. 1961)
  - Basil Meeking, nowozelandzki duchowny katolicki, biskup Christchurch (ur. 1929)
  - Dennis O’Neil, amerykański pisarz, autor komiksów (ur. 1939)
  - Rosa María Sardà, hiszpańska aktorka (ur. 1941)
- 2021:
  - Ivo Baldi Gaburri, włoski duchowny katolicki, biskup Huarí w Peru (ur. 1947)
  - Walter Michael Ebejer, maltański duchowny katolicki, biskup União da Vitória w Brazylii (ur. 1929)
  - Jon Lukas, maltański piosenkarz (ur. 1948)
  - Henryk Olszak, polski żużlowiec (ur. 1957)
  - Paola Pigni-Cacchi, włoska lekkoatletka, biegaczka średniodystansowa (ur. 1945)
  - Lucinda Riley, irlandzka pisarka (ur. 1965)
  - Andrzej Szczytko, polski aktor, reżyser teatralny (ur. 1955)
- 2022:
  - Bernd Bransch, niemiecki piłkarz (ur. 1944)
  - Dieter Franciszek Giefing, polski leśnik, wykładowca akademicki (ur. 1942)
  - Kumiko Takizawa, japońska aktorka głosowa (ur. 1952)
- 2023 – Charles Cadogan, brytyjski arystokrata, przedsiębiorca, polityk, działacz sportowy (ur. 1937)
- 2024:
  - Alberts Bels, łotewski pisarz (ur. 1938)
  - Dianne Burge, australijska lekkoatletka, sprinterka (ur. 1943)
  - Françoise Hardy, francuska piosenkarka, kompozytorka, autorka tekstów piosenek (ur. 1944)
  - Orest Lenczyk, polski piłkarz, trener (ur. 1942)
  - Tony Lo Bianco, amerykański aktor (ur. 1936)
  - Cristino Seriche Bioko, gwinejski wojskowy, polityk, premier Gwinei Równikowej (ur. 1940)
  - Éric Tappy, szwajcarski śpiewak operowy (tenor liryczny) (ur. 1931)
- 2025:
  - Leka Bungo, albański aktor, reżyser i scenarzysta filmowy (ur. 1944)
  - Ananda Lewis, amerykańska modelka, osobowość telewizyjna (ur. 1973)
  - Tadeusz Meszko, polski pisarz, scenarzysta i operator filmowy (ur. 1957)
  - Tetsuo Satō, japoński siatkarz (ur. 1949)
  - Brian Wilson, amerykański muzyk, wokalista, kompozytor, producent muzyczny, członek zespołu The Beach Boys (ur. 1942)
  - Danuta Zaborowska, polska aktorka (ur. 1928)